# Hugo Hovenkamp
Hugo Hermanus Hovenkamp (ur. 5 października 1950 w Groningen) – piłkarz holenderski grający na pozycji obrońcy.

## Kariera klubowa
Hovenkamp pochodzi z Groningen i jest wychowankiem tamtejszego klubu FC Groningen (do 1971 roku noszący nazwę Groninger VAV). W jego barwach występował aż do 1975 roku, jednak z macierzystym klubem nie osiągnął znaczących sukcesów. Nowym klubem Hovenkampa został AZ Alkmaar. Z czasem Hugo stał się nawet kapitanem tej drużyny. W 1978 roku zespół z Hovenkampem w obronie wywalczył swój pierwszy w historii Puchar Holandii. Na kolejne sukcesy drużyna musiała czekać do 1981 roku, kiedy to jedyny raz w swojej historii została mistrzem Holandii (30 meczów i 5 goli Hovenkampa), do tego dokładając kolejny puchar kraju. AZ dobrze spisał się także w Pucharze UEFA docierając aż do finału, w którym przegrał z Ipswich Town w dwumeczu (0:3, 4:2). W 1982 roku Hugo po raz trzeci poprowadził AZ do zwycięstwa w krajowym pucharze, a rok później odszedł z drużyny po 8 latach gry w niej. Wyjechał do austriackiego SSW Innsbruck, gdzie grał 2 sezony i w 1985 roku zakończył piłkarską karierę w wieku 35 lat.
| Sezon   | Klub          | Kraj     | Rozgrywki  | Mecze | Bramki |
| ------- | ------------- | -------- | ---------- | ----- | ------ |
| 1968/69 | Groninger VAV | Holandia | Eredivisie | 10    | 0      |
| 1969/70 | Groninger VAV | Holandia | Eredivisie | 23    | 1      |
| 1970/71 | Groninger VAV | Holandia | Eredivisie | 0     | 0      |
| 1971/72 | FC Groningen  | Holandia | Eredivisie | 32    | 3      |
| 1972/73 | FC Groningen  | Holandia | Eredivisie | 32    | 1      |
| 1973/74 | FC Groningen  | Holandia | Eredivisie | 24    | 2      |
| 1974/75 | FC Groningen  | Holandia | Eredivisie | 36    | 7      |
| 1975/76 | AZ Alkmaar    | Holandia | Eredivisie | 32    | 4      |
| 1976/77 | AZ Alkmaar    | Holandia | Eredivisie | 29    | 1      |
| 1977/78 | AZ Alkmaar    | Holandia | Eredivisie | 31    | 1      |
| 1978/79 | AZ Alkmaar    | Holandia | Eredivisie | 27    | 1      |
| 1979/80 | AZ Alkmaar    | Holandia | Eredivisie | 31    | 1      |
| 1980/81 | AZ Alkmaar    | Holandia | Eredivisie | 30    | 5      |
| 1981/82 | AZ Alkmaar    | Holandia | Eredivisie | 33    | 2      |
| 1982/83 | AZ Alkmaar    | Holandia | Eredivisie | 26    | 1      |
| 1983/84 | SSW Innsbruck | Austria  | Bundesliga | 28    | 1      |
| 1984/85 | SSW Innsbruck | Austria  | Bundesliga | 25    | 6      |

## Kariera reprezentacyjna
W reprezentacji Holandii Hovenkamp zadebiutował 9 lutego 1977 roku w wygranym 2:0 meczu z Anglią. W 1978 roku był członkiem kadry Holandii powołanej przez Ernsta Happela na Mistrzostwa Świata w Argentynie. Tuż przed samym turniejem doznał jednak kontuzji, ale termin zgłaszania zawodników minął i Holandia nie mogła już wymienić zawodnika. Tak więc udane dla Holandii mistrzostwa (wicemistrzostwo świata) Hovenkamp obejrzał z trybun.
W 1980 Hovenkamp brał udział w Mistrzostwach Europy we Włoszech. Holandia nie wyszła jednak z grupy z powodu gorszego niż RFN i Czechosłowacja bilansu bramek.
Karierę reprezentacyjną Hovenkamp kończył w 1984 roku w przegranym 0:1 meczu z Hiszpanią, rozegranym w ramach eliminacji do Euro 1984. Łącznie w reprezentacji Holandii rozegrał 31 meczów i zdobył 2 gole.

## Sukcesy
- Mistrzostwo Holandii: 1981 z AZ
- Puchar Holandii: 1978, 1981, 1982 z AZ
- Finał Pucharu UEFA: 1981 z AZ
- Wicemistrzostwo Świata: 1978 (nie grał z powodu kontuzji)
- Udział w ME: 1980